# Sinclair ZX80
Der Sinclair ZX80 ist ein Heimcomputer des britischen Unternehmens Sinclair Research, der ab Januar 1980 angeboten wurde. Die Bezeichnung ZX80 steht für den darin verbauten Mikroprozessor Z80 von Zilog, ergänzt um ein „X“. Dieser Buchstabe stehe nach Aussagen des Gehäusedesigners Rick Dickinson für eine „geheimnisvolle Zutat“. Die Z80-CPU ist mit 3,25 MHz getaktet, was dem damaligen Stand der Technik entspricht.
Beim Sinclair ZX80 wollte man ein Minimalsystem schaffen, bei dem eine Besonderheit des Z80-Mikroprozessors genutzt wurde. Dieser erzeugt im Gegensatz zum Intel 8080, mit dem er kompatibel ist, während seiner internen Arbeitszyklen fortlaufende Adressen auf seinem Adressbus. Diese sind dazu gedacht, dynamische Speicher (DRAM) zyklisch aufzufrischen. Sinclair zweckentfremdete diese Refresh-Adressen, um Grafikdaten Pixel für Pixel fortlaufend aus dem Arbeitsspeicher abzurufen und auf dem Bildschirm darzustellen, womit ein separater Grafikbaustein eingespart werden konnte. Der Prozessor konnte entweder Bilddaten erzeugen oder intern rechnen. So kippte das Bild bei jedem Tastendruck und während interner Programmabarbeitung weg und wurde dann bei Eingabeanforderungen oder Programmstopps wieder dargestellt. Dieser irritierende Effekt führte zum Slowmodus beim Nachfolgemodell ZX81. Der Prozessor konnte dann in den horizontalen und vertikalen Austastlücken, also an allen Bildschirmrändern, während keine Ansteuerung des Bildschirmsignals erfolgte, seine Rechenarbeiten erledigen, was die Arbeitsgeschwindigkeit deutlich einschränkte, aber ein stabiles Bild ermöglichte. Höhere Integration der Bausteine machte dies möglich.
Der ZX80 wird über den eingebauten HF-Modulator mit einem Kabel an die Antennenbuchse eines Fernsehers angeschlossen. Dort wird Text mit 32 Spalten und 24 Zeilen angezeigt.
Der Zeichensatz ist nicht ASCII-konform und enthält außer Buchstaben und Ziffern auch die Schlüsselwörter des BASIC. Die meisten Befehle des BASIC werden mit einem einzelnen Tastendruck eingegeben. Nur wenige Funktionen wie PEEK() und CHR$() müssen Buchstabe für Buchstabe eingegeben werden. Dadurch benötigen die Programme nur wenig Platz im relativ kleinen Arbeitsspeicher des ZX80.

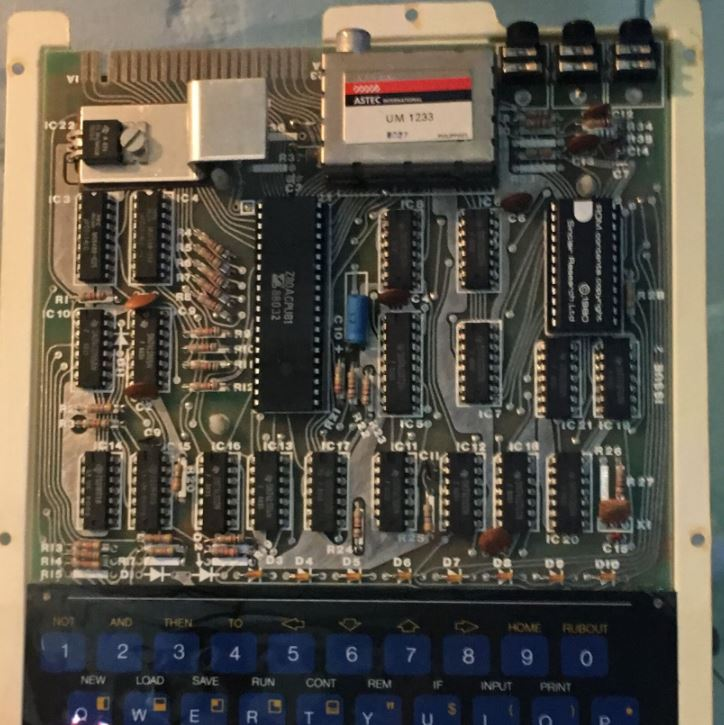
Innenleben des Sinclair ZX80

Zwischen dem ZX80 und seinem Nachfolger ZX81 gibt es einige Unterschiede:
- Der Festwertspeicher (ROM) des ZX80 ist nur 4 KB, der des ZX81 8 KB groß.
- Das kleinere ROM ermöglichte nur einen geringeren Befehlsumfang des Sinclair-BASIC als auf dem ZX81.
- Anders als der ZX81 kann der ZX80 noch nicht mit Gleitkommazahlen rechnen. Die Ganzzahlen des ZX80 können Werte zwischen -32768 und +32767 annehmen (16 Bit).
- Der ZX80 hat noch 21 Chips (diskrete TTL-Bausteine), der ZX81 kommt dagegen mit fünf aus, spätere Versionen enthalten nur noch vier Chips.
- Da weder der ZX80 noch der ZX81 mit separatem Video-Controller ausgerüstet sind, ist der Hauptprozessor auch für die Bildschirmdarstellung zuständig. Während beim ZX80 Tastatureingaben oder die Ausführung von BASIC-Befehlen und -Programmen noch entsprechend lange Aussetzer bei der Bildschirmanzeige bewirken, befindet sich der ZX81 standardmäßig in einem SLOW-Modus, bei dem die Rechenarbeit nur während der Austastlücke stattfindet.

Ansonsten sind der ZX80 und ZX81 technisch weitgehend gleich, so dass sich weitere Details zum ZX80 dem Artikel zum ZX81 entnehmen lassen. Der ZX80 ließ sich mit dem 8 KB großen ROM des ZX81 und einer dazu passenden neuen Tastaturfolie aufrüsten, wodurch die Unterschiede bezüglich Sprachumfang und Gleitkommazahlen verschwanden. Diese Aufrüstung war von Sinclair auch offiziell vorgesehen und das ZX81-ROM war gezielt so programmiert worden, dass es auch im ZX80 funktionierte. Allerdings kennt auch ein so aufgerüsteter ZX80 den SLOW-Modus nicht, der ein stabiles Bild (bei reduzierter Abarbeitungsgeschwindigkeit) darstellen kann. Für den versierten Bastler ist dieser jedoch mit geringem Aufwand und dem Einbau einiger weiterer Chips nachrüstbar, so dass sich der ZX80 zu einem vollwertigen ZX81 aufrüsten lässt. Allerdings hat ein Original-ZX80 wegen der Seltenheit heute einen deutlich höheren Sammlerwert als ein aufgerüsteter.